# Jean Sage
Jean Sage, dit Tour de Pise, né le 5 juillet 1940 à Thiers (Puy de Dôme) et mort le 7 octobre 2009 à Annecy, est un pilote automobile franco-suisse devenu directeur d'écurie en Formule 1 pour le constructeur Renault. 

## Biographie
Il fit ses débuts en compétition automobile à l'âge de 20 ans, sur le rallye du Mont-Blanc avec l'expérimenté André Simon au volant d'une Ferrari 250 GT.
Lui-même eut l'occasion entre 1964 et 1973 de piloter ou de copiloter dans plusieurs disciplines automobiles (rallyes, monoplaces sur circuits -Championnat de France de Formule 3, et endurance).
En 1966, il remporta le Rallye Bayonne-Côte basque avec Gérard Larrousse sur NSU TTS 1200 Sp. Il navigua également à l'époque Jean-Pierre Hanrioud.
Il obtint deux podiums, lui-même au volant, en 1968 à Dijon sur Porsche 911 derrière Fritz Leinenweber (2e), et en 1971 lors de la manche du championnat de France des circuits de Montlhéry (également 2e avec une 911, derrière Cyril Grandet).
Il effectua à trois reprises les 24 Heures du Mans de 1970 à 1972, avec des Porsche. Sur une voiture de Claude Haldi à sa première apparition, il fut 16e mais n'obtint pas de classement pour cause de distance parcourue insuffisante. La troisième fois, il utilisa une 911 S personnelle. Sur longues distances, il fut encore 8e aux 24 Heures de Spa en 1966, 9e des 1 000 kilomètres de Paris en 1970, et 12e des 12 Heures de Sebring -premier de catégorie GT- en 1969 avec Larrousse et André Wicky, sur une 911 T de ce dernier.
Il participa aussi par deux fois au Tour de France automobile, en 1969 et 1972.
En 1976, il fut nommé à la tête d'Elf-Switzerland, une écurie créée en 1973 par Larrousse et par l'importateur Mercedes pour la Suisse Paul Archambeaud, qui permit à Jean-Pierre Jabouille de devenir cette année-là Champion d'Europe de Formule 2 (sur Jabouille 2J-Renault).
Renault F1 étant sous sa direction sportive de 1977 à 1985 (Larrousse devenu entre-temps chef du département compétition de Renault le nomma dès son arrivée à ce poste), aux débuts de l'utilisation des turbocompresseurs en F1, Sage eut notamment à canaliser la rivalité entre Alain Prost et René Arnoux. À l'arrêt de l'équipe F1, il resta dans l'entreprise deux ans de plus jusqu'à la suspension totale des prises de participations de celle-ci dans la discipline. Il partit ensuite chez Ferrari France alors sous la direction de Charles Pozzi. En 1989 et 1990, il supervisa son équipe engagée en championnat IMSA GT, avec des Ferrari F40 confiées à Jabouille, Jean Alesi, et Jean-Louis Schlesser.
Il devint ainsi un collectionneur très- averti de voitures au cheval cabré, et il participa à des épreuves Historiques avec ses acquisitions.
Une fois domicilié en Suisse, il effectua encore quelques collaborations avec le lausannois Wicky.